# Plectris huedepohli
Plectris huedepohli är en skalbaggsart som beskrevs av Frey 1967. Plectris huedepohli ingår i släktet Plectris och familjen Melolonthidae. Inga underarter finns listade i Catalogue of Life.